# Takayama (Gunma)
Takayama (高山村 Takayama-mura?) es una villa en la prefectura de Gunma, Japón, localizada en la parte central de la isla de Honshū, en la región de Kantō. El 1 de marzo de 2021 tenía una población estimada de 3460 habitantes y una densidad de población de 54 personas por km².

## Geografía
Takayama se encuentra en la parte norte de la prefectura de Gunma. Limita con las ciudades de Shibukawa y Numata y los pueblos de  Minakami y Nakanojō.

## Demografía
Según los datos del censo japonés, la población de Takayama se ha mantenido relativamente estable en los últimos 30 años.
| Gráfica de evolución demográfica de Takayama entre 1940 y 2015 |
|                                                                |
| Oficina de Estadística de Japón                                |